# Merodon pumilus
Merodon pumilus är en tvåvingeart som beskrevs av Macquart 1849. Merodon pumilus ingår i släktet narcissblomflugor, och familjen blomflugor. Inga underarter finns listade i Catalogue of Life.